# The Ink Spots
The Ink Spots (з англ. Чорнильні плями) — американський попгурт, що існував у 30-50х роках XX століття. Свою популярність здобули завдяки унікальному музичному стилю, що поєднував у собі риси ритм-енд-блюзу та рок-н-ролу, а також піджанру ду-воп. Він став одним з перших гуртів, що складалися з афроамериканців і були суспільно прийняті білою публікою. У 1939 році гурт записав пісню Джека Лоуренса — «If I Didn't Care», що згодом стала хітом, розпродавшись тиражем в 19 мільйонів копій, та принісши гурту значну популярність та прибутки.
Визначною рисою гурту є наявність однакових акордів (F, Gm, C7) у вступі більшості пісень.

## Історія гурту
Гурт був заснований на початку 1930х в Індіанаполісі. Початковим складом гурта були:
- Орвіл «Хоппі» Джонс — співав басом, грав на віолончелі в ролі бас-гітари.
- Айворі «Дік» Вотсон — співав тенором, грав на тенор-гітарі.
- Джеррі Даніелс — співав тенором, грав на гітарі та укулеле.
- Чарлі Фукуа — співав баритоном, грав на гітарі та тенор-гітарі.

### Передісторія
Близько 1931 року Джеррі та Чарлі створили дует «Jerry and Charlie» та виступали в районі Індіанаполісу.
Приблизно в той же час Орвіл та Айворі грали в квартеті «The Four Riff Brothers», пісні якого регулярно грали на радіостанції WLW в Цинциннаті, Огайо. В 1933 році гурт розпався, і Вотсон, Деніелс та Фукуа вирішили створити свій вокально-інструментально-комедійний ансамбль, що мав початкову назву «King, Jack, and Jester» (Король, Валет, та Блазень). Вони продовжили з'являтися на радіо в Огайо, і згодом стали квартетом, коли Джонс приєднався до них в наступному році.